# Lawrence Wong
Lawrence Wong Shyun Tsai (Singapur, 18 de diciembre de 1972)es un político y economista singapurense, actual primer ministro de Singapur desde mayo de 2024, que ejerce como vice primer ministro de Singapur desde 2022, ministro de Finanzas desde 2021, subsecretario general del Partido de Acción Popular (PAP) desde 2022 y presidente de la Autoridad Monetaria de Singapur desde 2023. Además, ejerce como miembro del Parlamento (MP) en representación del distrito de Marsiling-Yew Tee desde 2015, y anteriormente del distrito de Boon Lay de West Coast entre 2011 y 2015.
Antes de ingresar a la política, Wong trabajó en el Ministerio de Comercio e Industria, el Ministerio de Finanzas y el Ministerio de Salud. Fue Secretario Privado Principal del Primer Ministro Lee Hsien Loong entre 2005 y 2008. También se desempeñó como director ejecutivo (CEO) de la Autoridad del Mercado de la Energía entre 2009 y 2011. Wong hizo su debut político en las elecciones generales de 2011, donde compitió en el distrito de la costa oeste como parte de un equipo del PAP de cinco miembros y ganó. Posteriormente, Wong compitió en el distrito de Marsiling-Yew Tee en las elecciones generales de 2015 y retuvo su escaño parlamentario en las elecciones generales de 2020. Antes de su nombramiento como Ministro de Finanzas, Wong se desempeñó como Ministro de Cultura, Comunidad y Juventud entre 2012 y 2015, Segundo Ministro de Comunicaciones e Información entre 2014 y 2015, Ministro de Desarrollo Nacional entre 2015 y 2020, Segundo Ministro de Hacienda entre 2016 y 2021, y Ministro de Educación entre 2020 y 2021.
Wong también fue copresidente de un comité multiministerial creado por el gobierno en enero de 2020 para gestionar la pandemia de COVID-19 en Singapur. Como Ministro de Finanzas, ha supervisado el aumento gradual del Impuesto sobre Bienes y Servicios por el que ha abogado el gobierno de Lee: 8% en 2023 y 9% en 2024, frente al 7% que se había establecido desde 2007. En abril de 2022, fue elegido líder del equipo de cuarta generación del PAP, lo que lo coloca como el aparente sucesor de Lee. Wong asumió el cargo de vice primer ministro de Singapur el 13 de junio de 2022, junto con Heng Swee Keat. El 26 de noviembre de 2022, Wong fue designado para el puesto recién creado de Vicesecretario General del PAP.
El 3 de julio de 2023, se anunció que Wong será nombrado presidente de la Autoridad Monetaria de Singapur (MAS) el 8 de julio de 2023. Wong se desempeñó como vicepresidente de la Autoridad Monetaria de Singapur entre 2021 y 2023. También fue nombrado Presidente del Comité de Estrategias de Inversión de GIC y Presidente del Consejo Asesor Internacional (IAC) de la Junta de Desarrollo Económico (EDB) los días 7 de julio de 2023 y 8 de julio de 2023 respectivamente. Posteriormente, Wong fue nombrado vicepresidente de la junta directiva de GIC el 1 de octubre de 2023.
El 15 de abril de 2024, la Oficina del Primer Ministro emitió un comunicado de prensa anunciando que Lawrence Wong asumirá oficialmente el cargo de Primer Ministro de Singapur en sustitución de Lee Hsien Loong el 15 de mayo. Con este traspaso de liderazgo, Lawrence Wong será el cuarto Primer Ministro de Singapur.